# Vu à la télé
Vu à la télé è stato un programma televisivo francese d'intrattenimento, trasmesso su M6 e in onda per una sola stagione, dal 18 ottobre al 20 dicembre 2014. Il programma era basato sul format britannico Gogglebox.

## Format
Il programma presentava delle famiglie, gruppi di amici e colleghi che riuniti sul divano della propria abitazione reagivano ai programmi televisivi visti in quel momento.

## Edizioni
| Edizione | Inizio          | Fine             | Puntate | Telespettatori |
| -------- | --------------- | ---------------- | ------- | -------------- |
| 1ª       | 18 ottobre 2014 | 20 dicembre 2014 | 9       |                |